# إلمنتري أو إس
توزيعة إلمنتري (بالإنجليزية: elementaryOS)‏ وهو نظام تشغيل حر ومفتوح المصدر مبني على توزيعة أوبنتو والذي هي بدوره مبني على ديبيان.
فإنها تجعل استخدام سطح المكتب مع شل الخاصة المسماة البانتيون،
وتتكامل بعمق مع غيرها من تطبيقات نظام التشغيل توزيعة المنتري مثل بلانك (Dock)، جنوم وب (متصفح الويب الافتراضي)
وScratch (محرر نص بسيط). تستخدم هذه التوزيعة Gala كمدير النوافذ الخاص بها، والمبني على Mutter .
بدأت التوزيعة في البداية على أنها مجموعة من الموضوعات والتطبيقات المصممة لأوبونتو التي تحولت لاحقا إلى توزيعة لينكس جديدة مبنية على أوبونتو، وهي متوافق مع مستودعات وحزم اوبنتو. وتستخدم مركز برمجيات أوبونتو للتعامل مع تركيب / إزالة البرامج،
مع العلم أن لها مدير برمجيات خاص بها جاهز للاستخدام داخل النظام من قبل فريق التوزيعة.
تهدف واجهة المستخدم لجعل التوزيعة سهلة الاستخدام للمستخدمين الجدد دون تستهلك الكثير من موارد الجهاز.
كما أن هذه التوزيعة تتميز عن غيرها بأنها مجهزة بعدة تطبيقات جاهزة للاستخدام مثل محرر الصوت ومشغل للفيديو ومشغل للصوت.